# Bolívar (província do Equador)
Bolívar é uma província do Equador localizada na região geográfica de Sierra. Sua capital é a cidade de Guaranda.
Bolívar não possui elevações importantes, com exceção do vulcão Chimborazo que se encontra parcialmente nesta provincia, na divisa com a província de Chimborazo..

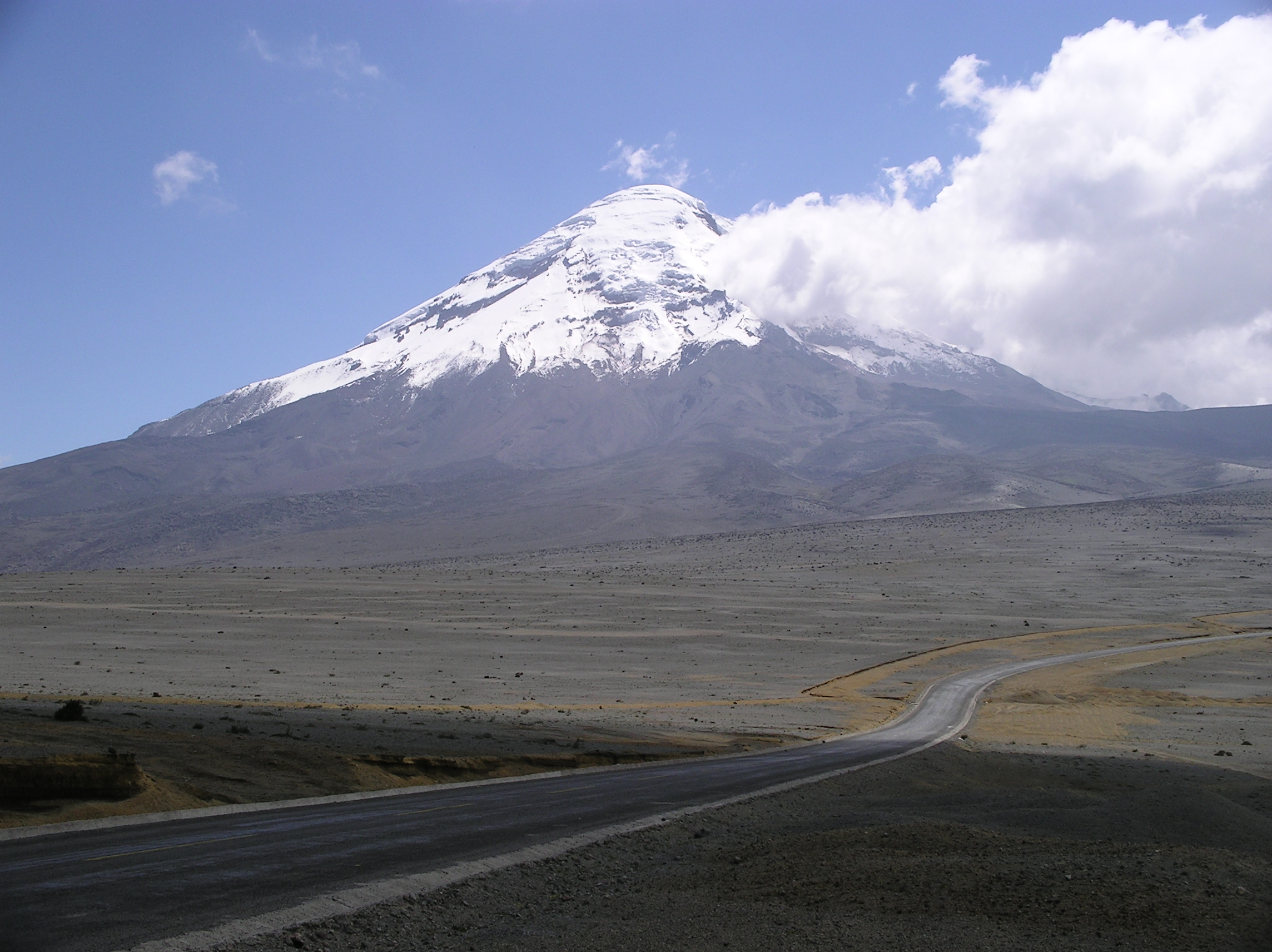
Vulcão Chimborazo

A província de Bolívar possui este nome em homenagem ao libertador Simón Bolívar.

## Cantões
A província se divide em 7 cantões (capitais entre parênteses):
1. Caluma (Caluma)
2. Chillanes (Chillanes)
3. Chimbo (Chimbo)
4. Echeandía (Echeandía)
5. Guaranda (Guaranda)
6. Las Naves (Las Naves)
7. San Miguel (San Miguel)